# Statue Adiyogi Shiva
La statue Adiyogi Shiva est une sculpture monumentale d'Inde commandée par la fondation Isha et inaugurée le 24 février 2017, notamment en présence du premier ministre Narendra Modi. Avec une hauteur de 34,24 mètres, une longueur de 44,90 mètres et une largeur de 24,99 mètres, il s'agit du buste le plus grand du monde. Il représente Shiva en tant qu'Adiyogi, le « premier yogi », la divinité du panthéon hindouiste étant considéré comme le fondateur du yoga.

Vue aérienne du site.

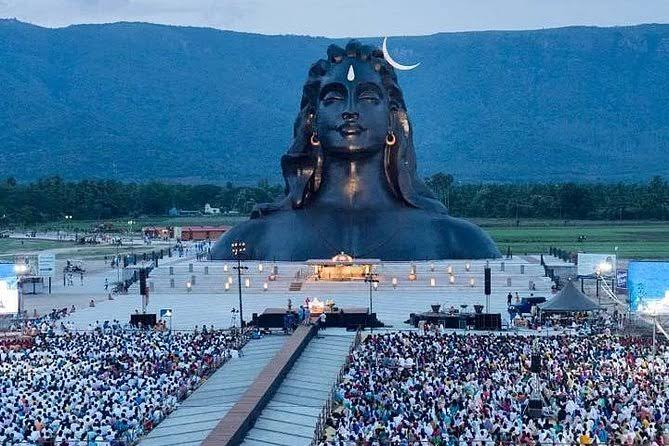
Rassemblement au pied de la statue.